# Saint-Paul-Saint-Louis
Saint-Paul-Saint-Louis, tidigare kallad Saint-Louis-des-Jésuites, är en kyrkobyggnad i Paris, invigd åt de heliga Paulus och Ludvig. Kyrkan är belägen vid Rue Saint-Antoine i Paris fjärde arrondissement.

## Historia
I närheten av dagens kyrka uppfördes på 600-talet ett kapell helgat åt den helige Paulus eremiten. Med tiden ersattes kapellet med en kyrka, som fick namnet Saint-Paul-des-Champs. Denna kyrka, som revs 1797, var belägen vid dagens Rue Neuve-Saint-Pierre.
Första stenen till dagens kyrka lades 1627 av kardinal Richelieu och den första mässan kunde firas 1641.

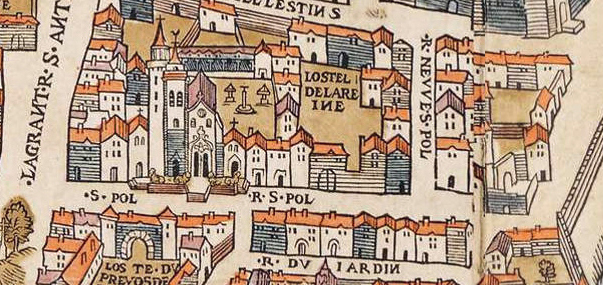
Saint-Paul-des-Champs (•S•POL). Detalj från Truschets och Hoyaus Paris-karta (1550-talet)
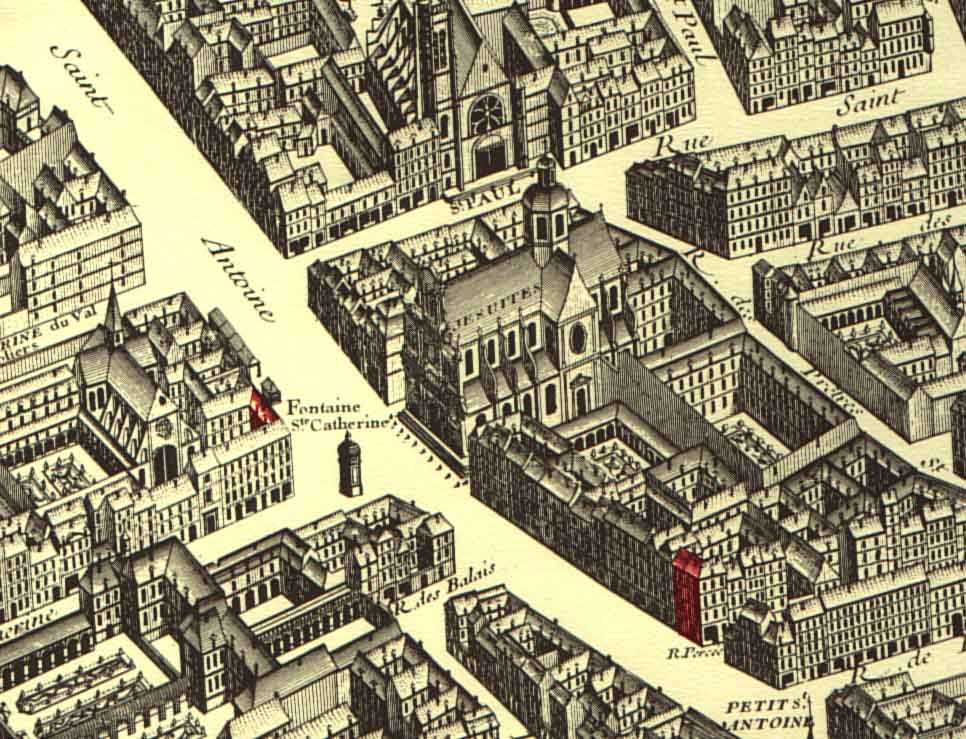
Saint-Paul-Saint-Louis (JESUITES). I bildens övre del ses den numera rivna Saint-Paul-des-Champs (St PAUL). Detalj från Turgots Paris-karta (1730-talet)
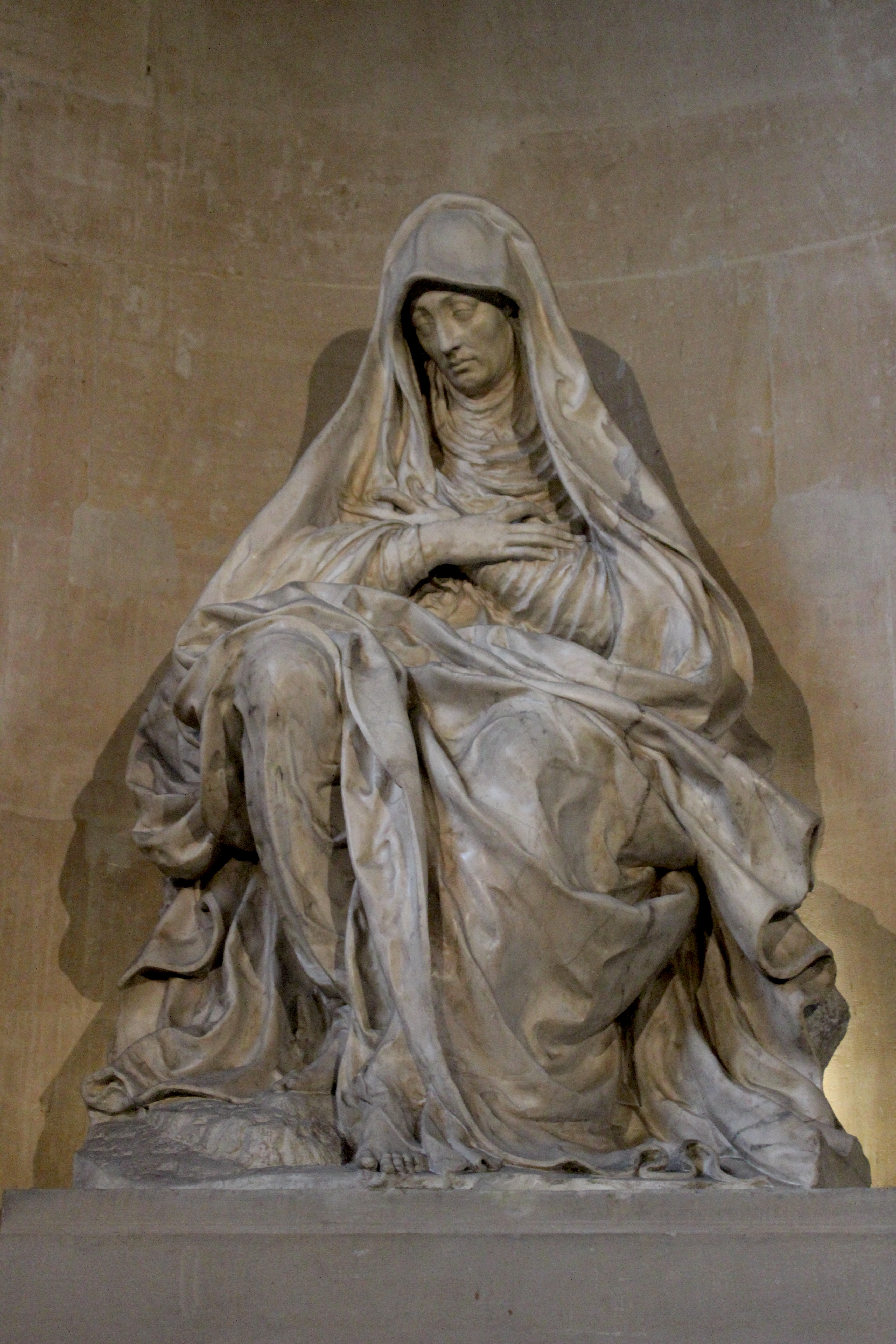
Den smärtofyllda modern, utförd av Germain Pilon